# Zenne dancer
Zenne dancer es una película inspirada en la historia de Ahmet Yıldız, quien fue asesinado el 15 de julio de 2008 por ser homosexual. La película, dirigida por los amigos de Ahmet Yıldız,Caner Alper y Mehmet Binay, se estrenó el 13 de enero de 2011. La banda sonora de la película fue preparada por Demir Demirkan y Paolo Poti.

## Argumento
La película retrata la amistad de tres hombres homosexuales: Daniel, un fotógrafo alemán que llega a Turquía, Can, un bailarín de danza del vientre que cuenta con apoyo familiar, y Ahmet, que proviene de una familia conservadora del este.

## Reparto
- Kerem Lata - Can
- Giovanni Arvaneh - Daniel Bert
- Erkan Avci - Ahmet
- Tilbe Saran - Sevgi
- Rüçhan Caliskur - Kezban
- Plata Unal - Yilmaz
- Jale Arıkan - Şükran
- Tolga Tekin - Cihan
- Esme Madra - Hatice
- Hülya Duyar - Müjgan
- Mehmet Bozdogan - Kerem
- Aykut Kayacik - Zindan

## Premios
La película ganó la mayor cantidad de Golden Oranges de ese año al ganar 5 premios en el Festival de Cine Golden Orange de Antalya de 2011, Mejor Película Nacional SİYAD, Mejor Ópera Prima, Mejor Actriz de Reparto (Tilbe Saran), Mejor Actor de Reparto (Erkan Avcı) y Mejor Fotografía (Norayr Kasper).